# Hamur
Hamur est une ville et un district de la province d'Ağrı dans la région de l'Anatolie orientale en Turquie.